# Sword Art Online: Ordinal Scale
Cette page se comprend mieux après la lecture de Sword Art Online.
Sword Art Online: Ordinal Scale (劇場版 ソードアート・オンライン -オーディナル・スケール-, Gekijō ban sōdo āto. onrain - ōdinaru.sukēru -) est un film d'animation japonais réalisé par Tomohiko Itō, sorti en 2017. Il est basé sur le light novel Sword Art Online écrit par Reki Kawahara et illustré par abec.

## Synopsis
Le film se passe en 2026, 4 ans après la sortie du Nerve Gear, un casque qui permet de guider un avatar dans un monde virtuel. Une nouvelle machine qui se veut concurrente au Nerve Gear, l'Augma vient d'être développé et son principe ne repose pas sur le full dive, mais sur la réalité augmentée pour immerger les joueurs dans le jeu. Il est sécurisé, ergonomique et laisse les utilisateurs l'utiliser quand ils sont conscients, il bat les records du Nerve Gear. Un des jeux proposés se nomme « Ordinal Scale », un jeu de rôle massivement multijoueur en réalité augmentée (abrégé en ARMMORPG). Asuna et ses amis y jouent depuis un moment, mais quand Kirito décide de les rejoindre, ils vont se rendre compte que le jeu n'est pas aussi amusant qu'il en a l'air, notamment à cause d'anciens directeurs de SAO qui ont décidé de saboter le jeu,.

## Fiche technique
- Titre : Sword Art Online: Ordinal Scale
- Réalisation : Tomohiko Itō
- Scénario : Reki Kawahara, Tomohiko Itō, d'après Sword Art Online (light novel) de Reki Kawahara
- Musique :
  - Yuki Kajiura
  - LiSA (thème)
- Animation : 
  - Shingo Adachi (direction, chara-designer)
  - abec (design original des personnages)
  - Ryuta Yanagi (design des monstres)
  - Tomoya Nishiguchi
  - Satoshi Hashimoto (colorimétrie)
- Son : Yoshikazu Iwanami
- Montage : Shigeru Nishiyama
- Artistique :
  - Direction : Takayuki Nagashima
  - Supervision : Yusuke Takeda
  - Paramétrage : Yoshinori Shiozawa
- Photographie : Kentaro Waki
- Production : Shinichiro Kashiwada
- Société de production : Aniplex
- Studio d'animation : A-1 Pictures
- Société de distribution : Eurozoom (France)
- Pays de production :  Japon
- Langue originale : japonais
- Genre : animation
- Durée : 110 minutes
- Dates de sortie :
  - Japon : 18 février 2017
  - France : 19 février 2017 (avant-première au Grand Rex à Paris) ; 17 mai 2017 (sortie nationale)

## Distribution
| Personnages                 | Voix japonaises                | Voix françaises    |
| --------------------------- | ------------------------------ | ------------------ |
| Kazuto Kirigaya (Kirito)    | Yoshitsugu Matsuoka (禎丞松岡) | Adrien Solis       |
| Asuna Yûki (Asuna)          | Haruka Tomatsu (遥戸松)        | Jessica Barrier    |
| Eiji Nochizawa (Eiji)       | Yoshio Inoue (芳雄井上)        | Jean-Pierre Leblan |
| Yuuna Shigemura (Yuna)      | Sayaka Kanda (沙也加神田)      | Frédérique Marlot  |
| Shino Asada (Sinon)         | Miyuki Sawashiro (みゆき沢城)  | Catherine Collomb  |
| Keiko Ayano (Silica)        | Rina Hidaka (里菜日高)         | Corinne Martin     |
| Akihiko Kayaba (Heathcliff) | Kōichi Yamadera (宏一山寺)     | Julien Chatelet    |
| Suguha Kirigaya (Leafa)     | Ayana Taketatsu (彩奈竹達)     | Gwenäelle Julien   |
| Andrew Gilbert Mills (Agil) | Hiroki Yasumoto (洋貴安元)     | Julien Chatelet    |
| Tetsuhiro Shigemura         | Takeshi Kaga (丈史鹿賀)        | Yann Pichon        |
| Rika Shinozaki (Lizbeth)    | Ayahi Takagaki (彩陽高垣)      | Nathalie Bienaimé  |
| Seijirō Kikuoka             | Toshiyuki Morikawa (森川 智之) | Charles Mendiant   |
| Ryoutarou Tsuboi (Klein)    | Hiroaki Hirata (広明平田)      | Vincent De Bouard  |
| Yui                         | Kanae Itō (かな恵伊藤)         | Lucille Boudonnat  |

- Version française
  - Directeur artistique : Jean-Pierre Leblan[7]
  - Société de doublage : Les Studios de Saint-Maur[7]
  - Traduction des dialogues : Stéphane Lapie[7]

## Personnages
Kirito (キリト, Kirito)
Nom réel : Kazuto Kirigaya (桐ヶ谷 和人, Kirigaya Kazuto)
C'est le personnage principal masculin de l'histoire de Sword Art Online. Kirito est un joueur « solo » mais se fait aussi passer pour un « Beater » (un mot qui vient de « bêta-testeur » et de « cheateur »). C'est un joueur qui n'a pas rejoint de guilde et travaille habituellement seul. Il est l'un des bêta tester qui est allé le plus loin dans le jeu. Quand une annonce explique que les joueurs de Sword Art Online ne peuvent plus se déconnecter, il est surpris comme tous les autres joueurs, mais contrairement à ceux-ci, il garde la tête froide et accepte cette dure vérité.
Kirito utilise principalement une épée à une main (élucidator) et porte généralement une tenue noire, afin d'ajouter à sa furtivité, et qui lui donne son surnom d'« Épéiste Noir ». Dans SAO, il est le seul possesseur de l'« escrime double ». Il s'agit d'une compétence unique lui permettant l'usage de deux épées à la fois. Il ne se sert pas de cette compétence au début car, étant le seul à la posséder, il ne souhaite pas attirer l'attention ou qu'on ne le questionne sur cette technique qu'il a acquise sans savoir comment (aucun prérequis n'est nécessaire). On apprendra plus tard que cette compétence est remise au personnage ayant le temps de réaction le plus rapide. Au moment où il a dû utiliser cette technique pour battre le boss « Démon aux yeux azur » qui allait tuer les membres de son équipe, il n'avait plus l'utilité de cacher cette compétence et, de ce fait, ne la cache plus.
Asuna (アスナ, Asuna)
Nom réel : Asuna Yūki (結城 明日奈, Yūki Asuna)
Elle est le personnage principal féminin de l'univers Sword Art Online. Asuna est la petite amie de Kirito et est un membre très important de la Confrérie des Chevaliers, une guilde d'une trentaine de joueurs, considérée comme la plus forte guilde dans l'Aincrad. Elle reçoit de nombreuses invitations et propositions en raison de sa grande beauté. Elle est une joueuse habile et a gagné le titre de l'« Éclair » pour son habileté extraordinaire à l'épée. Elle a l'air un peu hautaine, voire tsundere au début, mais se montre rapidement douce et sensible.
Asuna rejoint la guilde "Sleeping Knights" durant l'arc Mother Rosario. Elle fait alors la rencontre de Yuuki, la meneuse de cette petite guilde, et se lie d'amitié avec elle jusqu'à sa mort à la fin de l'arc.
Eiji (エイジ)
Nom réel : Eiji Nochizawa (後沢 鋭二／エイジ, Nochizawa Eiji)
Adversaire de Kirito, ancien membre de la Confrérie des Chevaliers, il est le 2ème joueur dans le classement d'Ordinal Scale et complote avec le professeur Shigemura dans le but de ressusciter Yuna, la fille du professeur qui est morte dans Sword Art Online. Il est doté d'une puce qui lui confère une force supérieure.
Shigemura (重村教授)
Professeur de l'académie qui a notamment formé Akihiko Kayaba, il complote avec Eiji pour sauver sa fille Yuna, qui est morte dans Sword Art Online. Il planifiait de récupérer les souvenirs de tous les joueurs de Sword Art Online qui la concernait, afin ("avec le deep learning") de reconstituer sa fille et de la ressusciter.
Yuna (ユナ)
Nom réel : Yuuna Shigemura (重村 悠那／ユナ, Shigemura Yuuna)
Elle est l'idole d'Ordinal Scale, première dans le classement et grâce au système Ordinal, elle est invincible. Elle produit des chansons et son rêve est de se produire sur scène devant des milliers de personnes. En réalité, Yuna est une IA qui survit avec les données de Sword Art Online et que le professeur tente de la ressusciter en récupérant les souvenirs de tous les joueurs qui la concernait.

## Accueil

### Sortie
Le film est sorti le 18 février 2017 au Japon. Deux avant-premières ont eu lieu les jours suivants en France : le 19 février à Paris au Grand Rex et le 20 février à Lille au Kinépolis. Le film a fait l'objet d'une troisième avant-première le 16 avril à Saint-Priest au Scénario, lors de l'Animēshon Festival.

### Box-office
Le film a dépassé les ventes de Your Name. (君の名は。, Kimi no Na wa.) dans la même période de lancement, 308 376 tickets vendus au total qui a rapporté 425 762 760 ¥ (yens), un record pour Aniplex. Ainsi selon Eiga le film pourrait dépasser les 22 millions de dollars (2,5 milliards de yens) au box-office. La musique de LiSA est ainsi classée 4e des ventes au Japon,.

## Communication
Eurozoom a publié récemment les 12 premières minutes du film sur Internet, elle résume les ambitions de l'Augma et montre le premier combat que va mener Kirito dans Ordinal Scale, et contre toute attente c'est le 10ème boss du jeu Sword Art Online, Kagachi The Samurai Lord, c'est finalement Eiji, le deuxième joueur au classement d'Ordinal Scale qui gagne,.